# یوریس کولایف
یوریس کولایف (انگلیسی: Boris Kulayev; ۱۸ ژوئیهٔ ۱۹۲۹ – ۱۲ اوت ۲۰۰۸) کشتی‌گیر اهل روسیه بود.